# Bet Jehoszua (stacja kolejowa)
Bet Jehoszua (hebr.: בית יהושע) – stacja kolejowa w moszawie Bet Jehoszua, w Izraelu. Jest obsługiwana przez Rakewet Jisra’el.

Stacja znajduje się w zachodniej części moszawu Bet Jehoszua. Dworzec jest przystosowany dla osób niepełnosprawnych.

## Połączenia
Pociągi z Bet Jehoszua jadą do Binjamina-Giwat Ada, Netanji, Tel Awiwu, Lod, Rechowot i Aszkelonu.